# Gwangju-Aufstand
Der Gwangju-Aufstand in der südkoreanischen Stadt Gwangju im Mai 1980, in Südkorea 18.-Mai-Gwangju-Demokratiebewegung (5·18 광주 민주화 운동) genannt, entstand aus einer eskalierenden studentischen Demonstration, die sich gegen die herrschende Militärdiktatur und das verhängte Kriegsrecht richtete und gleichzeitig der Forderung Nachdruck verleihen sollte, Kim Dae-jung, einen Oppositionspolitiker, anerkannten Führer der Demokratiebewegung und späteren Präsidenten der Republik Südkorea, wieder freizulassen. Die anfangs friedliche Demonstration, durchgeführt am 18. Mai, wurde vom Militär mit dem Einsatz von brutaler Gewalt beendet. Der anschließende Aufstand von Studenten, Arbeitern und einfachen Bürgern gegen das Militär, der an verschiedenen Tagen bis zu 200.000 Menschen mobilisierte, wurde am 20. und 21. Mai mit einem Gemetzel an der Bevölkerung beantwortet und am 27. Mai mit einem Massaker an den verbliebenen Demonstranten niedergeschlagen. Seither gilt der Gwangju-Aufstand als Symbol für die Unterdrückung der Demokratiebewegung in Südkorea der 1980er Jahre.

## Vorgeschichte
Nach dem Attentat am 26. Oktober 1979 auf den seit 1961 regierenden Diktator Park Chung-hee hatte Premierminister Choi Kyu-ha das Amt des Präsidenten von Südkorea übernommen. De facto wurde das Land aber weiterhin von der Armeeführung beherrscht, in der sich Generalmajor Chun Doo-hwan am 12. Dezember 1979 an die Spitze geputscht hatte und im April 1980 die Macht in der Korean Central Intelligence Agency (KCIA; 중앙정보부) übernahm. Der sich gegen ihn formierende Widerstand fand seinen ersten Höhepunkt am 15. Mai in Seoul, als zwischen 70.000 und 100.000 Studenten auf die Straße gingen, Chuns und Chois Rücktritt forderten und die Rücknahme des Kriegsrechts sowie die Abschaffung der Yushin-Verfassung zur Bedingung machten. Unterstützt von den Demonstranten auf der Straße stellte die Opposition einen Antrag auf Beendigung des Kriegsrechts im Parlament. Die Abstimmung darüber, die am 20. Mai stattfinden sollte, kam allerdings nicht mehr zustande.
General Chun reagierte auf die Demonstrationen mit Härte und ließ mit dem Dekret Nummer 10 am 17. Mai den Ausnahmezustand und das Kriegsrecht verschärfen und auf das gesamte Land ausweiten. Universitäten wurden geschlossen, die Nationalversammlung aufgelöst, jegliche politische Aktivitäten verboten und 26 Oppositionspolitiker verhaftet, unter ihnen Kim Dae-jung und Kim Jong-pil. Einige Quellen sprechen von bis zu 70 Oppositionspolitikern, die verhaftet worden sind.

## Demonstrationen

Skulptur, Darstellung der friedlichen Demonstration

### 18. Mai
Als Reaktion auf die Verschärfung des Kriegsrechts und die Verhaftung von Kim Dae-jung, der in der Provinz Jeollanam-do (전라남도) seine politische Heimat hatte, forderten am Sonntag, den 18. Mai 1980 im Stadtzentrum von Gwangju rund 600 Studenten der Chonnam National University die Aufhebung des Ausnahmezustandes und die Freilassung von Kim Dae-jung. Die Demonstrationen begannen gegen 10:00 Uhr morgens auf der Hauptstraße Geumnamno (금남로) und wuchsen schnell an, unterstützt von Bürgern der Stadt und mit Sit-ins (Sitzstreik) als Protestform. Als paramilitärische Einheiten mit Militärfahrzeugen und Soldaten mit aufgestecktem Bajonett von zwei Seiten aus die Demonstranten in die Zange nahmen und die Versammlung mit Gewalt auflösen wollten, warfen Einzelne aus der Menge heraus Steine und Molotowcocktails gegen die Militärs. Die Situation eskalierte. Die Soldaten gingen mit einer unbeschreiblichen Brutalität gegen jeden vor, der sich auf der Straße befand, ohne Rücksicht auf Alter, Geschlecht oder des auf Grund der Kleidung erkennbaren Status, wie der Reporter Kim Chung-keun der südkoreanischen Tageszeitung Dong-a Ilbo als Augenzeuge berichtete. Im Verlauf des Tages kam es an insgesamt 15 Stellen der Stadt zu Zusammenstößen zwischen Demonstranten und den Soldaten.

### 19. Mai
Einen Tag später, am 19. Mai, formierte sich dann die erste große Demonstration, bestehend aus Studenten, Arbeitern und Bürgern der Stadt. Sich solidarisierend, bildeten Bus- und Taxifahrer einen langen Konvoi, der mit lautem Hupkonzert durch die Stadt ziehend die militärischen Einheiten demoralisieren sollte. Es gab wieder Zusammenstöße mit den paramilitärischen Truppen, die Tränengas, Schlagstöcke und ihre Bajonette einsetzten. Einige der Demonstranten warfen Steine und Molotowcocktails.

Skulptur, Soldaten feuern in die flüchtenden Demonstranten

## Aufstand

### 20. Mai
Der Morgen des 20. Mai begann mit Aktionen von rund 5.000 Demonstranten gegen die Barrikaden der Polizei. Zum Abend hin versammelten sich über 100.000 Bewohner der Stadt und belagerten das Regierungsgebäude der Provinzhauptstadt Gwangju. Mit 9 Bussen und über 200 Taxis führten ihre Fahrer eine Demonstration auf der Hauptstraße Geumnamno an. In der Nacht zündeten sie Fahrzeuge an und bewegten sie in Richtung der Militärs. Die Kampfeinheiten der Armee eröffneten das Feuer und töteten gezielt Demonstranten, was zur weiteren Eskalation des Aufstandes führte. Während des Aufstands in Gwangju traten zahlreiche Minister der ohnehin schwachen Regierung Choi Kyu-has in Seoul aus Protest zurück.

### 21. Mai
Wütend auf das Militär und die Vorkommnisse der Vortage, plünderten Demonstranten die Waffenkammern der Polizei und die Waffendepots der Armee und bewaffneten sich. Sie besetzten den Rundfunksender der Stadt, weitere Regierungsgebäude und bestückten Fahrzeuge aus der Fabrik von Asia Motors mit Waffen. So standen an diesem Tag rund 200.000 Bürger der Stadt der Armee gegenüber, einige Tausend davon bewaffnet und bereit sich zu verteidigen und für die Freiheit zu kämpfen. Busse wurden in die Städte der Provinz geschickt um Waffen zu besorgen und den Widerstand in der Provinz zu organisieren.

Skulptur, bewaffnete Bürger wehren sich

Gegen 14:00 Uhr Ortszeit in Gwangju, die Demonstranten feierten Buddhas Geburtstag, teilweise sitzend auf der Straße und zum besetzten Regierungsgebäude ausgerichtet, erhob sich die Menschenmenge nach dem Singen der Aegukga (애국가), der koreanischen Nationalhymne. Als wäre dies das Signal zum Angriff gewesen, eröffneten die Soldaten ein weiteres Mal das Feuer auf die Masse der Demonstranten. Dutzende wurde erschossen und über 500 Demonstranten verletzt. Doch die Bürger wehrten sich und hatten bis zum Abend ihre Stadt wieder unter ihrer Kontrolle.

### 22. Mai
Demonstrationen und Unruhen breiteten sich auf 22 Städte der Provinz aus, mit weiteren Schwerpunkten in Mokpo, Naju, Hwasun und Haenam.

### 23. Mai
Der US-amerikanische General John A. Wickham Jr. sagte als Kommandeur der „ROK/US Combined Forces Command“ die Mobilisierung seiner Truppen zur Niederschlagung des Aufstandes zu.

### 24. Mai
Am 24. Mai riefen die Bürger von Gwangju das „befreite Gwangju“ aus.

### 25. Mai
Die Truppen, die sich aus dem Stadtkern zurückgezogen hatten, errichteten eine Blockade um das Stadtzentrum herum.

### 26. Mai
Am 26. Mai verhandelte das Bürgerkomitee mit den Offizieren.

### 27. Mai
In den Morgenstunden des neunten Tages nach Ausbruch der Proteste, das Stadtzentrum von Gwangju war bereits umstellt und abgeriegelt, stürmte die Armee mit 20.000 Soldaten, Fallschirmjägern und Panzern in die Stadt und beendete den Aufstand mit einem weiteren Blutbad.

## Massaker von Gwangju

Skulptur, Soldaten beseitigen die Toten

Die Bezeichnung Massaker von Gwangju, auch Gwangju-Massaker genannt, resultiert aus dem brutalen Vorgehen der Soldaten gegen Demonstranten und Bürger der Stadt Gwangju zwischen dem 18. und 27. Mai 1980. General Chun und seinen Militärs ging es seinerzeit darum, die Demonstrationen und später den Aufstand ohne Rücksicht auf Menschenleben niederzuschlagen. Vor allem die Gemetzel an der Zivilbevölkerung an den Tagen des 20., 21. und 27. Mai müssen als Massaker angesehen werden.
Die Opferzahlen des Gwangju-Aufstands differieren je nach Quelle. Nach offiziellen Angaben von Untersuchungen, die im Jahr 2006 vorgenommen wurden, sollen bei dem Massaker 154 Demonstranten getötet und 4141 verletzt worden sein. Die Zahl der bis heute als vermisst geltenden Menschen wurde mit 74 angegeben. In den Tagen nach der Niederschlagung sollen mehr als 3000 Menschen verhaftet worden sein.
Das Militär sprach seinerzeit hingegen von insgesamt 170 Todesopfern, darunter 144 Zivilisten und 730 Verhaftungen. Doch Pfarrer und Lehrer erstellten Listen, auf denen rund 850 Familien aufgeführt waren, die mindestens einen Familienangehörigen vermissten, und Angaben von ärztlichen Augenzeugen sprachen alleine im Chan-Nang-Provinzkrankenhaus von 440 gezählten Todesopfern, während die katholische Kirche 600 bis 1000 Tote als wahrscheinlich ansah.
Weitere Quellen, wie z. B. eine Informationsbroschüre von terre des hommes, gingen von über 2.000 Todesopfern aus. Die Zahl könnte realistisch sein, denn wie Asia Watch in dem Report Nummer 1 vom Januar 1986 bemerkte, lag die Sterberate der Stadt Gwangju laut Statistik der Stadt im Mai 1980 rund 2.300 Todesfälle über dem monatlichen Durchschnitt.
Man kann davon ausgehen, dass viele Angehörige aus Angst vor Verfolgung und Repressalien ihre Toten in aller Stille begraben haben und nicht alle Verletzten zur ärztlichen Versorgung in die Krankenhäuser gebracht wurden.

## 18. Mai-Nationalfriedhof
Die Opfer des Massakers wurden ursprünglich auf dem Mangwol-dong-Friedhof in Gwangju beerdigt. Der Friedhof bekam durch die Ereignisse als „Heiliger Boden für Demokratie“ weltweite Beachtung, sodass das Militär Pläne hegte, den Friedhof zu zerstören und die Gräber zu beseitigen.
1994 entstand der Plan, einen Nationalfriedhof für die Opfer des Gwangju-Aufstandes anzulegen. 1997 wurde dieser fertiggestellt und die Toten zum neuen Friedhof umgebettet. Am 27. Juli 2002 bekam der Friedhof als Gedenkstätte nationalen Status verliehen. Bis 2013 wurden auf diesem Friedhof insgesamt 482 Bestattungen vorgenommen.

## Bewertung und Folgen des Aufstands
Das Geschehen kann nur aus der besonderen politischen Situation Südkoreas verstanden werden. Die südkoreanischen Studenten waren und sind zu einem Großteil sehr nationalbewusst, und deshalb zwangsläufig sehr amerikakritisch eingestellt, sowie unermüdliche Verfechter der Koreanischen Wiedervereinigung. Da sie hierbei auch Sympathie für Nordkorea zeigten und dies auch bei Demonstrationen öffentlich machten, waren sie ständig im Blickfeld der Sicherheitsorgane wie Polizei und Geheimdienst.
Außerdem ist Gwangju die Hochburg der südkoreanischen Katholiken, die im Lande selbst eine Minderheit, sowohl unter den Christen, als auch unter den anderen Religionen bilden. Ihr politischer Führer war Kim Dae-jung, der von den Militärregimes als Staatsfeind verfolgt wurde. Hinzu kam die Tatsache, dass die Herrschenden fast alle aus den Gyeongsang-Provinzen, Gyeongsangbuk-do und Gyeongsangnam-do kamen und die Jeolla-Provinzen, Jeollabuk-do und Jeollanam-do um Gwangju an den staatlich gelenkten Investitionsprogrammen kaum teilhatten, was die Provinzen zu einer Hochburg der Opposition machte.
Der Befehlshaber des Sicherheitskommandos der Streitkräfte (국군보안사령부), General Chun Doo-hwan, übernahm im Februar 1981 selbst das Präsidentenamt, nachdem sein Vorgänger Choi Kyu-ha im August 1980 zurückgetreten war. Er behielt das Amt bis 1988, wonach eine allmähliche Aufarbeitung der Ereignisse und die Demokratisierung Südkoreas begann.

## Die Rolle Japans und der USA
Während des Putsches im Dezember 1979 durch das Militär unter Generalmajor Chun Doo-hwan, der die Regierung unter Choi Kyu-ha  als Marionettenregierung weiter führte, verhielt sich die Regierung der USA neutral, obwohl sie Befugnis hatte, der koreanischen Armee Operationen befehlen zu können.
Die USA waren zwar ursprünglich an einer Beseitigung des Diktators Park Chung-hee interessiert, hatten aber kein Interesse daran, in Südkorea ein demokratisches System einzuführen oder zu unterstützen. So wurde der zweite Putsch, bei dem General Chun die komplette Macht im Land übernahm, von den USA unterstützt, denn ohne Unterstützung hätte General Chun seine Truppen nicht befehligen können, die Macht zu übernehmen. Auch die japanische Regierung unterstützte General Chun, indem sie mithalf, mit Informationen über angebliche Invasionspläne Nordkoreas die Bevölkerung zu verunsichern. Japan war auch das einzige Land, das das Yushin-Regime in Südkorea aktiv unterstützt hatte.
Japan und die USA unterstützten das Militär auch während des Massakers in Gwangju und US-Präsident Jimmy Carter bezeichnete in einem CNN-Interview den Gwangju-Aufstand als eine kommunistische Verschwörung. Nachdem Chun seine Machtbasis in Südkorea gefestigt hatte, flog er am 28. Januar 1981 in die USA, um sich von dem frisch gewählten Präsidenten Ronald Reagan Unterstützung zu holen. Chun ließ sich kurz danach am 11. Februar 1981 zum Präsidenten von Südkorea wählen.

## Im Film
Der Gwangju-Aufstand wird in mehreren Spielfilmen behandelt:
- 1996: A Petal (꽃잎 MCR Kkochip) von Jang Sun-woo
- 2007: May 18 (화려한 휴가 MCR Hwaryeonhan Hyuga) von Kim Ji-hoon
- 2012: 26 Years (26 년 MCR 26-nyeon) von Cho Geun-hyun
- 2017: Fork Lane (포크레인) von Lee Ju-hyoung
- 2017: A Taxi Driver (택시운전사) von Jang Hun
- 2021: Youth of May (오월의 청춘) von Lee Kang
- 2022: Hunt (헌트) von Lee Jung-jae

## Belege
1. ↑  
Charter J. Eckert: Korea Old and New, A History. 1990, S. 371–374.
2. ↑  
Rainer Werning: Mit Bajonetten erstochen. Der Freitag, abgerufen am 6. Juni 2010.
3. ↑  
Kindermann: Der Aufstieg Koreas in der Weltpolitik. 1994, S. 128.
4. 1 2 3 4 5 6  
The May 18 Democratic Uprising – Chronology. The May 18th Memorial Foundation, abgerufen am 22. Mai 2013 (englisch).
5. 1 2  
Kim Chung Keun: Days and Nights on the Street. In: The Kwangju Uprising – Eyewitness Press accounts of Korea's Tiananmen. 2000, S. 7,8.
6. ↑  
Scott-Strokes, Lee: The Kwangju Uprising – Eyewitness Press accounts of Korea's Tiananmen. 2000, S. 1.
7. ↑  
Scott-Strokes, Lee: The Kwangju Uprising – Eyewitness Press accounts of Korea's Tiananmen. 2000, S. xxii.
8. ↑  
John Kie-chiang Oh: Korean Politics. 1999, S. 82.
9. 1 2 3 4  
George Katsiaficas: 1980: The Kwangju uprising. libcom.org, abgerufen am 22. Mai 2013 (englisch).
10. ↑  
Terry Anderson: Remembering Kwangju. In: The Kwangju Uprising – Eyewitness Press accounts of Korea's Tiananmen. 2000, S. 47.
11. ↑  
Bradley Martin: Yun Sang Won: The Knowledge in those Eyes. In: The Kwangju Uprising – Eyewitness Press accounts of Korea's Tiananmen. 2000, S. 99.
12. ↑  
Kim Chung Keun: Days and Nights on the Street. In: The Kwangju Uprising – Eyewitness Press accounts of Korea's Tiananmen. 2000, S. 17.
13. ↑  
Scott-Strokes, Lee: The Kwangju Uprising – Eyewitness Press accounts of Korea's Tiananmen. 2000, S. xxvi.
14. ↑  
The May 18 Democratic Uprising – History. The May 18th Memorial Foundation, abgerufen am 22. Mai 2013 (englisch).
15. 1 2  
Andreas Kohlschütter: Friedhofsstille in Kwangju – Die Soldaten sangen das Lied der Sieger. In: Die Zeit. Ausgabe 24. Zeitverlag Gerd Bucerius, Hamburg 6. Juni 1980 (Online [abgerufen am 22. Mai 2013]).
16. ↑  
Opposition und Widerstand. In: Korea. terre des hommes, 1988, S. 24.
17. ↑  
Charter J. Eckert: Korea Old and New, A History. 1990, S. 375.
18. ↑  
James Palais: Human Rights in Korea. Asia Watch, New York Januar 1986, S. 36–43 (englisch, Report Nr. 1).
19. ↑  
Historical Information – Why it began. Ministry of Veterans Affairs, archiviert vom Original am 25. Januar 2016; abgerufen am 13. April 2016 (englisch, Originalwebseite nicht mehr verfügbar).
20. ↑  
Funeral Information – At a Glance of Cemetery. Ministry of Veterans Affairs, archiviert vom Original am 7. März 2016; abgerufen am 13. April 2018 (englisch, Originalwebseite nicht mehr verfügbar).
21. ↑  
Lee, Lie: Die 60 Jahre Geschichte Koreas. 2007, S. 254.
22. 1 2  
Lee, Lie: Die 60 Jahre Geschichte Koreas. 2007, S. 262.
23. ↑  
Fabian Kretschmer: Südkoreas bleierne Zeit. In: taz.die tageszeitung. taz Verlagsgenossenschaft eG, Berlin 18. Mai 2015, Rubrik: Schwerpunkt, S. 4.
24. ↑  
Lee, Lie: Die 60 Jahre Geschichte Koreas. 2007, S. 279–280.
25. ↑  D-Town - 518-062 (Prod&Comp. by SUGA) [Lyrics Han|Rom|Eng]. In: Youtube. 24. November 2016, abgerufen am 1. November 2020 (englisch, koreanisch).